# Steve Francis
Steve Francis (Takoma Park, Maryland, SAD, 21. veljače 1977.) je američki košarkaš.
Studirao je na Marylandskom sveučilištu. Vancouver Grizzliesi su ga 1999. na draftu izabrali u 1. krugu. Bio je 2. po redu izabrani igrač.

## Vanjske poveznice
- NBA.com